# 大格尔伯
大格尔伯（匈牙利語：Nagygörbő）是匈牙利佐洛州所辖的一个村，与小格尔伯相邻，总面积7.45平方公里，总人口196，人口密度26.3人/平方公里（2010年1月1日）。